# اریکا چنوت
اریکا چنُوت ((به انگلیسی: Erica Chenoweth)؛ زادهٔ ۲۲ آوریل ۱۹۸۰) پژوهشگر علوم سیاسی و مدرّس سیاست عمومی در مدرسه حکومت جان اف. کندی و مؤسسه مطالعات پیشرفته ردکلیف است. او با کارهای پژوهشیش دربارهٔ جنبش‌های ایستادگی مدنی خشونت‌پرهیز شناخته شده‌است.

## تحصیلات
چنوت مدرک کارشناسی خود را از دانشگاه دیتون دریافت کرد و پس از آن مدرک کارشناسی ارشد و دکتری را از دانشگاه کلرادو بولدر گرفت. او قبلاً تا سال ۲۰۱۲ در دانشگاه وسلین تدریس می‌کرد و دوره‌های فوق دکتری را در دانشگاه هاروارد و دانشگاه مریلند، کالج پارک به پایان رساند. او در سال ۲۰۱۲ به دانشگاه دنور، و در سال ۲۰۱۸ به دانشکده هاروارد پیوست.

## حرفه
بین سال‌های ۲۰۱۲ تا ۲۰۱۸، اریکا چنووث استاد دانشگاه دنور بود. او عضو هیئت علمی و مدیر برنامه دکترا در دانشکده مطالعات بین‌المللی جزف کربل بود. او همچنین برنامه دانشگاه در مورد تحقیقات تروریسم و شورش را هدایت می‌کرد. همچنین او محققی در مؤسسه تحقیقات صلح اسلو (PRIO) نیز بود.
از سال ۲۰۱۸، او استاد سیاست عمومی در مدرسه حکومت جان اف. کندی و مؤسسه مطالعات پیشرفته ردکلیف دانشگاه هاروارد بوده‌است.

## آثار
چنوت به همراه ماریا جی استفان که در آن زمان در وزارت امور خارجه ایالات متحده آمریکا بود، کتاب «چرا مقاومت مدنی کار می‌کند» را نوشت. چنوت و استفان تیمی بین‌المللی از محققان را در شناسایی تمام تلاش‌های خشونت‌آمیز و خشونت پرهیز عمده برای تغییر حکومت در قرن بیستم ساماندهی کردند. آنها نتایج را به نظریه مقاومت مدنی و میزان موفقیت آن برای تغییرات سیاسی در مقایسه با مقاومت خشونت‌آمیز تبدیل کردند.
تیم آنها بیش از ۲۰۰ انقلاب خشونت‌آمیز و بیش از ۱۰۰ کمپین خشونت پرهیز را با هم مقایسه کردند. داده‌های آنها نشان می‌دهد که ۲۶ درصد از انقلاب‌های خشونت‌آمیز موفق بوده‌اند، در حالی که ۵۳ درصد از مبارزات خشونت پرهیز موفق بوده‌اند. علاوه بر این، نگاهی به تغییر در دموکراسی (مجموعه داده‌های پلیتی) نشان می‌دهد که خشونت پرهیزی باعث ترویج دموکراسی می‌شود در حالی که خشونت باعث بازتولید استبداد می‌شود.
در مجموعه داده‌های تحقیق، هر کمپینی که مشارکت فعالی از حداقل ۳٫۵ درصد از جمعیت داشته باشد، موفق بوده و بسیاری از آنها با تعداد کمتر هم موفق بوده‌اند. همه کمپین‌هایی که به آن آستانه دست یافتند، خشونت‌پرهیزانه بودند. هیچ کمپین خشونت‌آمیزی به آن آستانه نرسید.
کار تحقیقاتی آنها در مورد ایستادگی مدنی خشونت‌پرهیز الهام بخش جنبش شورش علیه انقراض شد.

## جوایز
در سال ۲۰۱۲، چرا مقاومت مدنی کار می‌کند، جایزه بنیاد وودرو ویلسون انجمن علوم سیاسی آمریک را برای «بهترین کتاب منتشر شده در ایالات متحده در سال تقویمی گذشته در مورد دولت، سیاست یا امور بین‌الملل» دریافت کرد.
چنوت به همراه استفان همچنین برنده جایزه دانشگاه لویی‌ویل در سال ۲۰۱۳ برای ایده‌هایی برای بهبود نظم جهانی شدند. از برندگان گذشته این جایزه می‌توان به میخائیل گورباچف و رابرت کیوهین اشاره کرد.
در دسامبر ۲۰۱۳، فارین پالیسی، چنوت را یکی از ۱۰۰ متفکر برتر جهانی سال "به دلیل اثبات حقانیت گاندی " معرفی کرد و به کار آنها در ارائه شواهدی برای اثربخشی جنبش‌های سیاسی خشونت پرهیز اشاره کرد. در سال ۲۰۱۳، او همچنین برنده جایزه کارل دویچ (روابط بین‌الملل) شد، زیرا «مورد قضاوت قرار گرفته‌است که بیشترین سهم را در مطالعه روابط بین‌الملل و تحقیقات صلح از طریق نشریه داشته‌است.»
او همچنین جایزه انجمن مطالعات بین‌المللی را برای «بهترین وبلاگ گروهی سال» برای وبلاگ Violence @ a Glance، که او و باربارا اف. والتر تأسیس کردند، دریافت کرد.

## کتابشناسی - فهرست کتب
- مقاومت مدنی: آنچه همه باید بدانند نیویورک: انتشارات دانشگاه آکسفورد، ۲۰۲۱.
- بازاندیشی دربارهٔ خشونت: دولت‌ها و بازیگران غیردولتی در تعارض (۲۰۱۰)